# Admiral der Seebefehlsstellen
Admiral der Seebefehlsstellen (AdS) war die Bezeichnung einer militärischen Dienststelle der deutschen Kriegsmarine und ihres Befehlshabers. 

## Geschichte
Nach dem Abbruch des Unternehmens Seelöwe wurde im März 1941 der Admiral der Seebefehlsstellen eingerichtet. Die Aufstellung und Ausrüstung erfolgte von Landungs-, Transport- und Artillerieträger-Flottillen. 
Erst ab Januar 1942 bestand ein vollständiger Stab für die Dienststelle. Standorte der Dienststelle waren Souverain, Moulin, Antwerpen bzw. Heringsdorf. Später erfolgte die Unterstellung unter das Marinegruppenkommando West. 
Am 25. Oktober 1944 wurde die am 5. September 1944 aufgestellte Stabs-Abteilung in 1. Waren und 2. Glückstadt geteilt. 
Am 14. November 1944 wurde der Admiral der Seebefehlsstellen aufgelöst und in den dort in der Aufstellung befindlichen Stab des Befehlshabers der Sicherungsstreitkräfte überführt. 
Kommandierender Admiral war der Vizeadmiral Robin Schall-Emden.
Chefs des Stabes waren von Anfang 1942 bis November 1942 Kapitän zur See Johannes Rieve und anschließend bis Januar 1943 Kapitän zur See Ernst Fischer.

## Unterstellte Dienststellen und Verbände
Dem Seekommandanten waren folgende Verbände und Dienststellen unterstellt:
- Marine-Hafen-Abteilungen:
  - Marine-Hafen-Abteilung Antwerpen: im August 1940 in Antwerpen aufgestellt, am 15. Januar 1942 in 2. Flottillen-Stamm-Abteilung umbenannt
  - Marine-Hafen-Abteilung Boulogne: im August 1940 in Boulogne aufgestellt, am 15. Januar 1942 in 6. Flottillen-Stamm-Abteilung umbenannt
  - Marine-Hafen-Abteilung Calais: im August 1940 in Calais aufgestellt, am 15. Januar 1942 in 5. Flottillen-Stamm-Abteilung umbenannt
  - Marine-Hafen-Abteilung Dünkirchen: im August 1940 in Dünkirchen aufgestellt, am 15. Januar 1942 in 4. Flottillen-Stamm-Abteilung umbenannt
  - Marine-Hafen-Abteilung Nieuport (bis März 1941): im August 1940 in Nieuport aufgestellt, wurde im März 1941 nach Duisburg verlegt und in Marine-Hafen-Abteilung Rheingebiet mit 2. Kompanien umbenannt
  - Marine-Hafen-Abteilung Ostende: im August 1940 in Ostende aufgestellt, am 15. Januar 1942 in 3. Flottillen-Stamm-Abteilung umbenannt
  - Marine-Hafen-Abteilung Rheingebiet: im März 1941 aus der Marine-Hafen-Abteilung Nieuport gebildet und im Mai 1942 aufgelöst
  - Marine-Hafen-Abteilung Rotterdam: im August 1940 in Rotterdam aufgestellt, am 15. Januar 1942 in 1. Flottillen-Stamm-Abteilung umbenannt
- Marine-Stamm-Regiment Beverloo: im November 1940 als Marine-Stamm-Abteilung für das Unternehmen Seelöwe eingerichtet, im Mai 1941 durch die 12. Schiffs-Stamm-Abteilung erst auf 3, dann auf 5. Abteilungen verstärkt, 1942 wird aus der 1. Abteilung die 12. Schiffs-Stamm-Abteilung. aus der 3. Abteilung die 19. Schiffs-Stamm-Abteilung, aus der 4. Abteilung wird die 1. Schiffs-Stamm-Abteilung und aus der 3. Abteilung die 3. Schiffs-Stamm-Abteilung, im März 1943 in 1. Flottillen-Stamm-Regiment umbenannt
- 1. Landungs-Lehr-Division (ab Frühjahr 1942)
- Artillerieträgerflottillen